# Sciadosoma
Sciadosoma is een kevergeslacht uit de familie van de boktorren (Cerambycidae). De wetenschappelijke naam van het geslacht werd voor het eerst geldig gepubliceerd in 1934 door Melzer.

## Soorten
Sciadosoma is monotypisch en omvat slechts de volgende soort:
- Sciadosoma umbrosum Melzer, 1934